# Nafcilina
La nafcilina sódica (INN), es un antibiótico betalactámico, de espectro reducido del grupo de las penicilinas, por lo que se indica en el tratamiento de infecciones causadas por bacterias Gram positivas, en particular las especies de estafilococos que suelen ser resistentes a otras penicilinas.
Terapeuticamente, la nafcilina es considerada equivalente a la oxacilina, aunque difieren en su seguridad farmacológica.

## Mecanismo de acción
Al igual que otros antibióticos betalactámicos la nafcilina actúa inhibiendo la síntesis de la pared celular bacteriana. Evita la formación de enlaces cruzados entre las cadenas poliméricas de peptidoglicano lineal las cuales son un componente importante de la pared celular de las bacterias gram positivas. Actúa mediante la unión e inhibición competitiva de la enzima transpeptidasa usada por la bacteria para generar los enlaces cruzados (D-alanil-alanina) usados en la síntesis del peptidoglicano. La nafcilina y otros antibíoticos betalactámicos son análogos estructurales de la D-alanil-alanina, y las enzimas transpeptidasas que se unen a ella, son llamadas «proteínas de unión a la penicilina» (PUP).

### Resistencia a betalactamasa
La nafcilina es resistente a la enzima betalactamasa (también conocida como penicilinasa), secretada por muchas bacterias resistentes. La presencia del grupo orto-dimetoxifenil directamente unido a la cadena lateral carbonilo del núcleo de la penicilina, facilita la resistencia a betalactamasa, debido a que esta enzimas son relativamente intolerantes a la resistencia estérica de esta cadena lateral. Por ello es capaz de unirse a las proteínas de ligarse a la penicilina (PUP) e inhibir la unión cruzada a los peptidoglicanos, sin unirse o inactivarse a causa de la betalactamasa.

## Uso clínico
La nafcilina se indica en el tratamiento de infecciones por estafilococos, excepto las causadas por cepas resistentes a la meticilina. La nafcilina es la primera opción en el tratamiento de la endocarditis causada por estafilococos en pacientes que no tengan válvulas cardíacas artificiales. La nafcilina se indica también en el tratamiento de la mastitis y osteomielitis, en cuyos casos el principal agente causal es el Staphylococcus aureus.
Este medicamento también puede ser prescrito para otras infecciones, incluyendo la neumonía, ciertas infecciones del tracto digestivo, piel, articulaciones, sangre, meningitis e infección urinaria.

## Efectos adversos
Por ser derivada de la penicilina, la nafcilina puede causar reacciones alérgicas serias que pueden poner en riesgo la vida de la persona. Otras reacciones adversas de menor efecto son:
- Náusea y vómitos
- Diarrea, a menudo por supresión de la flora bacteriana en el tracto digestivo, lo que puede conllevar a una seria sobreinfección con la bacteria Clostridium difficile
- Dolor abdominal
- Infecciones por hongos incluyendo la Candidiasis que puede afectar a la boca, lengua y vagina